# 天草市立栖本小学校
天草市立栖本小学校（あまくさしりつ すもとしょうがっこう）は、熊本県天草市栖本町馬場にある小学校。

## 沿革
- 1875年（明治8年）4月 - 湯船原小学校創立。
- 1881年（明治14年）12月 - 馬場小学校創立。
- 1889年（明治22年）- 栖本尋常小学校創立。古江分教室設置。
- 1901年（明治34年）5月 - 湯船原教場、馬場教場、古江分教室、河馬田尋常小学校が栖本尋常小学校と合併。
- 1904年（明治37年）4月26日 - 栖本尋常小学校と改称。
- 1907年（明治40年）3月16日 - 栖本尋常高等小学校と改称。
- 1926年（大正15年） - 古江分教室廃止。
- 1941年（昭和16年）4月1日 - 栖本国民学校と改称。
- 1947年（昭和22年）4月1日 - 栖本村立栖本小学校と改称。
- 1962年（昭和37年）9月1日 - 栖本町立栖本小学校と改称。
- 2001年（平成13年）- 河内小学校を統合。
- 2006年（平成18年）3月27日 - 天草市立栖本小学校と改称

## 学校周辺
- 河内川
- 熊本県道34号松島馬場線
- ことぶき旅館
- 栖本保育所
- 天草市役所栖本支所